# Raucoules
Raucoules (okzitanisch: Raucolàs) ist eine französische Gemeinde mit 947 Einwohnern (Stand: 1. Januar 2022) im Département Haute-Loire in der Region Auvergne-Rhône-Alpes. Sie gehört zum Arrondissement Yssingeaux und ist Mitglied im Gemeindeverband Haut Pays du Velay Communauté. Die Einwohner werden Raucoulois und Raucouloises genannt.
Der Fernwanderweg GR 65 von Genf nach Roncesvalles durchquert das Gemeindegebiet. Er folgt der Via Podiensis, einem der vier Jakobswege in Frankreich.

## Geografie

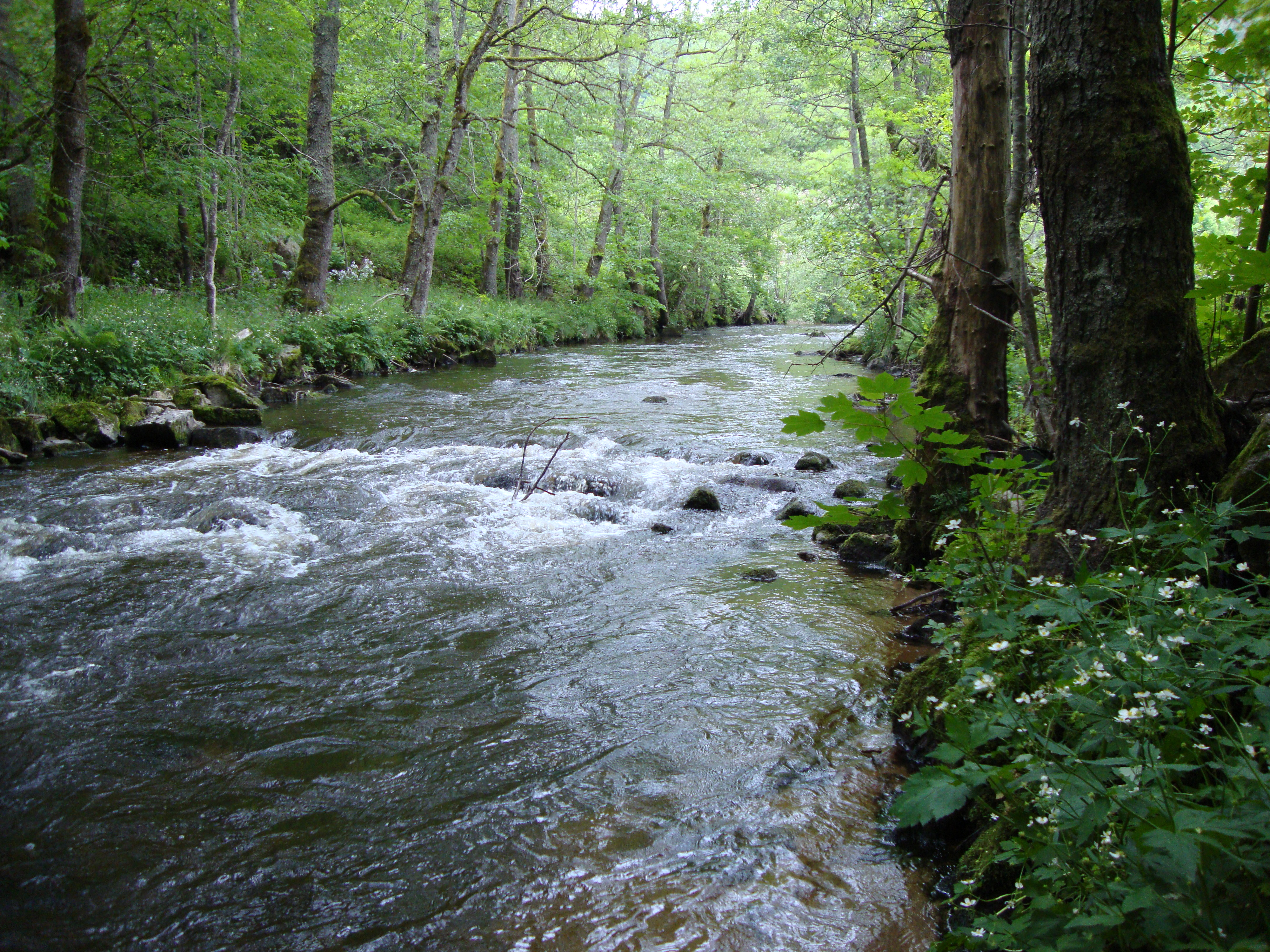
Die Dunières bei Raucoules

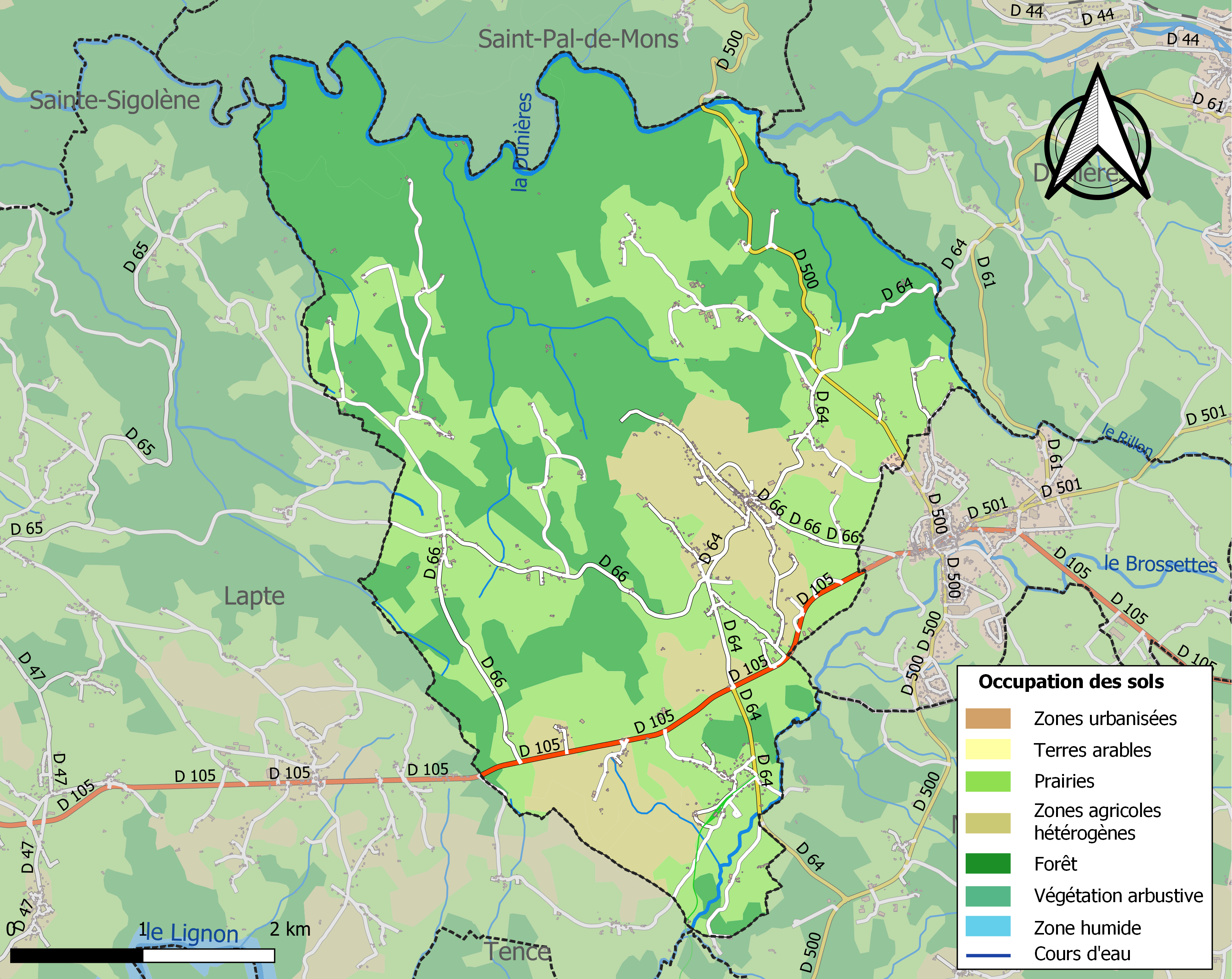
Bodennutzung, Hydrografie und Infrastruktur der Gemeinde (2018)

Raucoules liegt in der Région naturelle Velay, einer Landschaft im Südosten der Auvergne im Zentralmassiv, etwa 115 Kilometer südöstlich von Clermont-Ferrand und etwa 29 Kilometer südsüdwestlich von Saint-Étienne. Die Gemeinde befindet sich im Einzugsgebiet der Loire und wird unter anderem vom Rillon, von der Dunières und dem Brossettes entwässert. Der Rillon begrenzt die Gemeinde im Nordosten, bevor er in die Dunières mündet, die im weiteren Verlauf die Gemeinde im Norden begrenzt. Der Brossettes durchquert das Gemeindegebiet im Süden.
Etwa 52 % der Fläche der Gemeinde werden landwirtschaftlich genutzt, etwa 48 % sind bewaldet.
Raucoules wird umgeben von den Nachbargemeinden Saint-Pal-de-Mons im Norden, Dunières im Nordosten, Montfaucon-en-Velay im Osten, Montregard im Südosten sowie Lapte im Süden und Westen.

## Bevölkerungsentwicklung

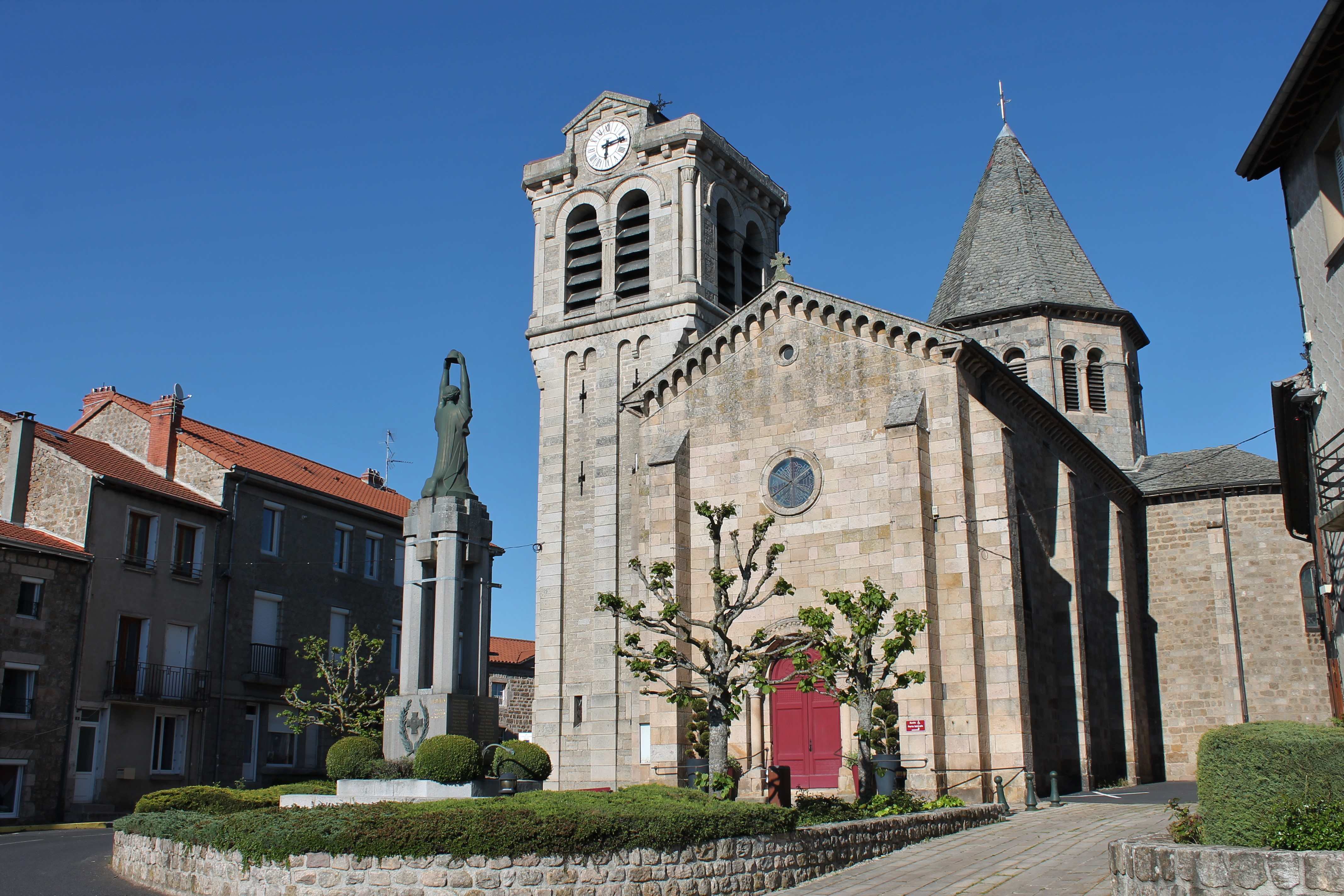
Kirche Saint-Étienne

| Jahr                       | 1962 | 1968 | 1975 | 1982 | 1990 | 1999 | 2006 | 2013 | 2020 |
| Einwohner                  | 720  | 675  | 632  | 588  | 684  | 751  | 832  | 903  | 941  |
| Quellen: Cassini und INSEE |      |      |      |      |      |      |      |      |      |

## Sehenswürdigkeiten
- Neuromanische Kirche Saint-Étienne, 1855 errichtet

## Verkehr
Raucoules wird von der Departementsstraße D 105, der ehemaligen Route nationale 105, von Yssingeaux über Lapte im Westen nach Davézieux über Montfaucon-en-Velay im Osten durchquert. Zwei Buslinien der regionalen Transportgesellschaft verbinden die Gemeinde mit Yssingeaux, Tence und Riotord über Montfaucon-en-Velay.